# De quoi faire battre mon cœur
Albums de Clarika
La Tournure des choses
(2013) De quoi faire battre ton cœur
(2017)
De quoi faire battre mon cœur est le septième album de Clarika paru en 2016 réalisé par Fred Pallem. 
C'est le premier album produit après la rupture personnelle et artistique avec le musicien belge Jean-Jacques Nyssen. Deux titres sont directement issus de cette rupture : Je ne te dirai pas et La vie sans toi.
Comme souvent, Clarika invite des chanteurs pour des duo : La Maison Tellier (« La cible »), Mathieu Boogaerts (« Le bout de chemin ») et Alexis HK (« Dire qu'à cette heure »). A noter également le texte de Jean-Jacques Nyssen sur « Le Lutétia » inspiré d'une histoire vraie, celle d'un couple âgé ayant décidé de finir ses jours dans ce palace.
Cet album servira de support pour la tournée qui suivra en 2016 et 2017 et donnera lieu à son premier album public De quoi faire battre ton cœur.

## Liste des morceaux
| 1.    | Je suis mille            | 04:37 |
| 2.    | Je ne te dirai pas       | 03:32 |
| 3.    | La Cible                 | 04:04 |
| 4.    | Il s'en est fallu de peu | 02:46 |
| 5.    | Le Lutétia               | 03:46 |
| 6.    | L'Inaperçue              | 03:33 |
| 7.    | On a fait                | 03:45 |
| 8.    | Le Choix                 | 03:17 |
| 9.    | La Vie sans toi          | 04:35 |
| 10.   | Rien de nous             | 03:44 |
| 11.   | Le Bout de chemin        | 03:02 |
| 12.   | Dire qu'à cette heure    | 03:53 |
| 13.   | Les Beaux Jours          | 02.23 |
| 47:03 |                          |       |